# St. Hanshaugen

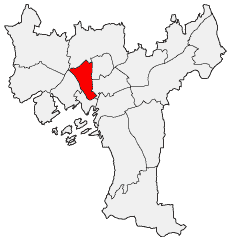
Lage von St. Hanshaugen in Oslo

St. Hanshaugen ist ein zentraler Stadtteil der norwegischen Hauptstadt Oslo. Der Stadtteil hat 38.945 Einwohner (2020) und eine Fläche von 3,6 km². St. Hanshaugen umfasst auch das Stadtteilgebiet Sentrum mit 1471 Einwohnern (2020).
St. Hanshaugen bekam seinen Namen von einer Anhöhe mit Park inmitten des Stadtteils. Der Stadtteil erstreckt sich vom Osloer Zentrum nordwärts bis Marienlyst und zum Ullevål Universitätskrankenhaus. Im Stadtteil liegt die Gamle Aker Kirche.